# Mübeccel Göktuna
Mübeccel Göktuna, née en 1915, est l'une des premières femmes chef de parti politique en Turquie. Elle fonde, le 17 novembre 1972 le Parti National des Femmes en Turquie (en). Celui-ci est interdit en 1980 à la suite du coup d'État du 12 septembre 1980 en Turquie. Elle est la dirigeante du parti de 1972 à 1980. Le parti avait pour objectif d'augmenter le nombre de femmes dans la vie politique turque et notamment à la Grande Assemblée nationale de Turquie. En 1977, le parti installe des bureaux à Istanbul, Ankara et Izmir. Le parti comptait plus de 500 délégués mais n'a jamais pu participer à des élections générales parce qu'il ne respectait pas le minimum requis pour être établi dans 12 villes du pays. Bien qu'ils aient eu l'intention d'ouvrir neuf nouveaux bureaux, le coup d’État militaire du 12 septembre 1980 a interrompu toutes les activités du parti.
Mübeccel Göktuna est placée en résidence surveillée pendant un mois après le coup d'État. Elle tente de nouveau de relancer le parti, sans succès. Elle est reconnue comme étant la première femme dirigeante de parti politique en Turquie .
Mubeccel Goktuna meurt 3 octobre 1999. Elle repose au cimetière de Karacaahmet à Istanbul.